# Рівне/Ровно
«Рівне/Ровно» (також відомий як «Рівне/Ровно (Стіна)») — роман у жанрі антиутопії, альтернативної історії українського письменника Олександра Ірванця; опублікований у часописі «Кур'єр Кривбасу» в 2001 році (квітень-травень). Перша книжкова публікація — у видавництві «Кальварія» 2002 року. Повторно був виданий 2006 року у «Факті», та «Фоліо» 2010 та 2011 роках.
| «Рівне/Ровно» — антиутопія, події котрої можуть зробитись реальністю за кілька років. Принаймні, відгодований астролог Павло Глоба, який 12 років тому передбачив теракти в Америці, вже нині провістив поділ України на Західну і Східну. Але цей роман про те, як ностальгія за дитячими забавами в провінційному парку може стати «архімедовим важелем» і його ж таки точкою опертя, коли йдеться про об’єднання силоміць роз’єднаних майже берлінською стіною двох частин рідного для Ірванця міста. Чи наважиться на цей чин Шлойма Ецірван?.. |

| Цей роман, завершений і вперше опублікований 2000 року, можна віднести до жанру “пророцтв”, або, науковою мовою, антиутопій. Ще можна сказати, що автор передбачив одне з роздоріж, на якому ще зовсім недавно стояла наша країна – розділення України на Східну та Західну. Що насправді розділяє стіна, якщо її побудувати по живому тілу міста, країни? На що здатна людина, чиє дитинство й молодість залишились в недосяжності за декілька кілометрів поруч? Сашко Ірванець, який “побачив її, Стіну. Побачив її у своєму рідному місті” розповідає про це досить переконливо. Стає моторошно. Хочеться будь-що не допустити ситуації, коли ти мусиш відповісти собі на питання: “Чим та ким я можу пожертвувати, а ким — ні?..” |

| Фантастика Література Книги Україна Сучасна українська література Рівненщина |

| книги | Це незавершена стаття про книгу. Ви можете допомогти проєкту, виправивши або дописавши її. |